# (7250) Kinoshita
(7250) Kinoshita est un astéroïde de la ceinture principale.

## Description
(7250) Kinoshita est un astéroïde de la ceinture principale. Il fut découvert le 23 septembre 1992 à Kitami par Kin Endate et Kazuro Watanabe. Il présente une orbite caractérisée par un demi-grand axe de 2,56 UA, une excentricité de 0,17 et une inclinaison de 14,8° par rapport à l'écliptique.

## Compléments